# Gavriil Joukov
Pour les articles homonymes, voir Zhukov.
Gavriil Vassilievitch Joukov (en russe : Гаврии́л Васи́льевич Жу́ков), né le 12 mars 1899 et décédé le 8 janvier 1957, est un amiral soviétique.

## Biographie

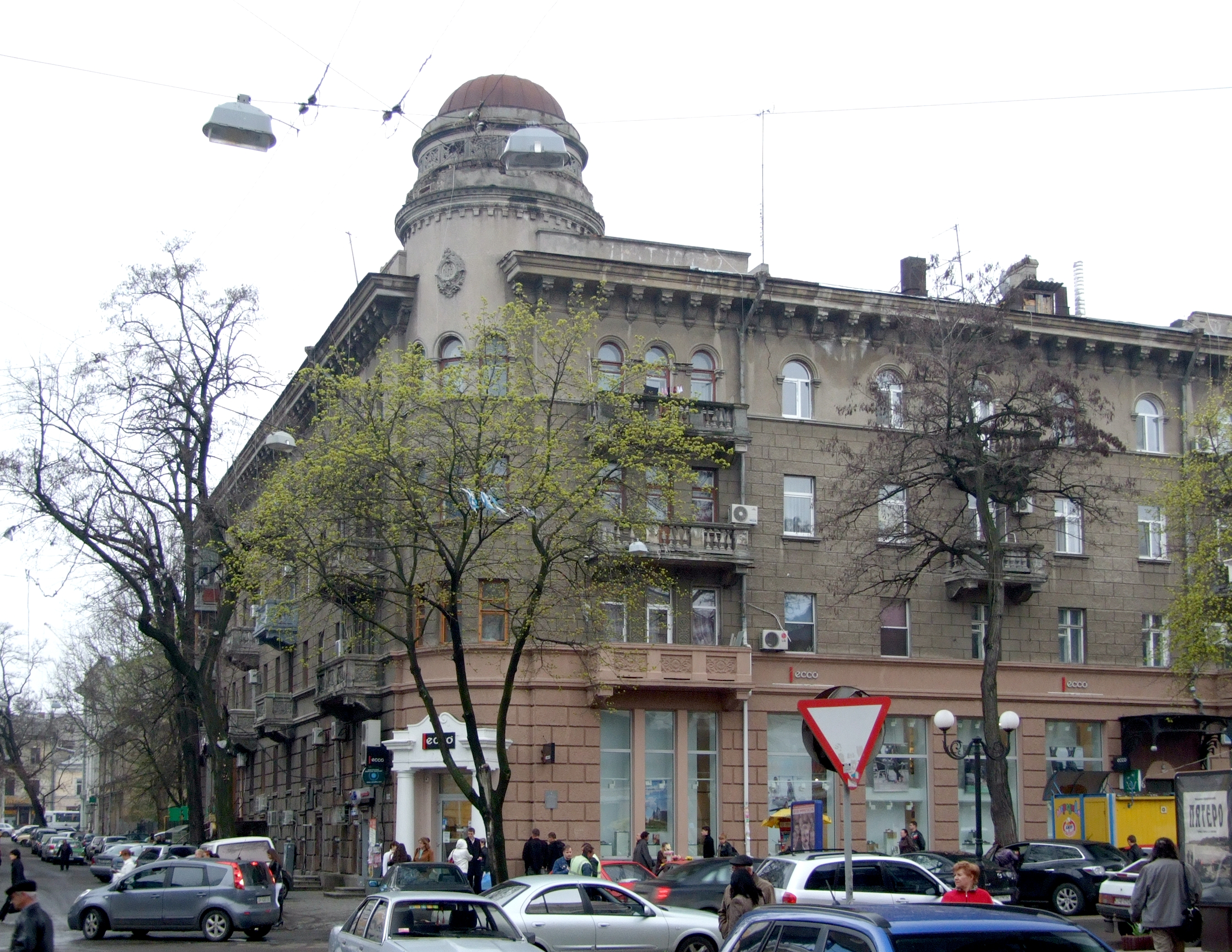
L'immeuble où vécut Gabriel Joukov à Odessa.
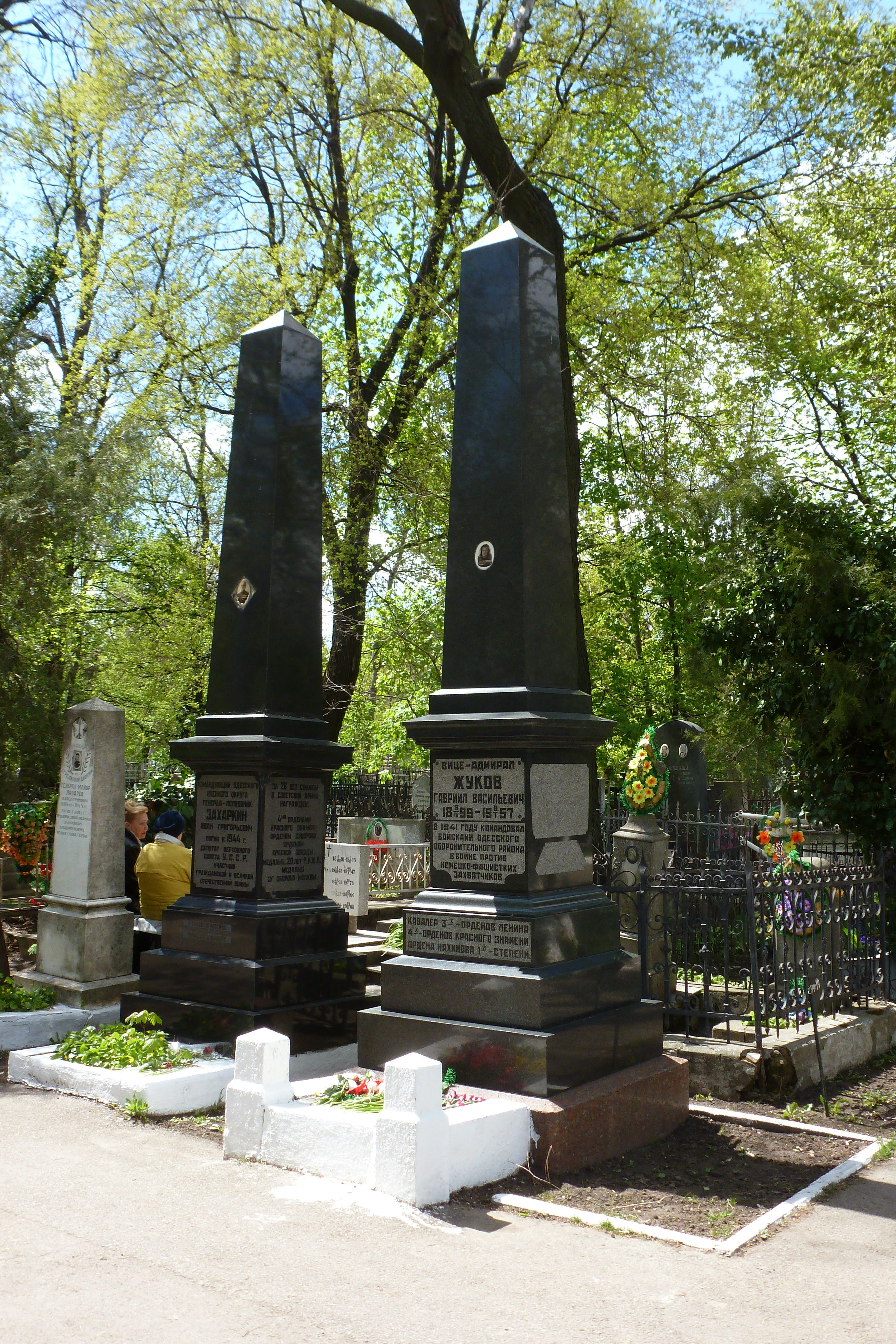
Pierres tombales du général Ival Zakharkine (gauche) et du vice-amiral Gabriel Joukov (à droite) au cimetière d'Odessa.

Il est né dans l'actuelle République des Maris, à l'époque dans le gouvernement de Samara; il rejoint la marine en 1918 et participe à la guerre civile russe. De 1925 à 1927, il étudie à l'école navale russe.
D'octobre 1936 au 31 juillet 1937, Joukov se trouve en Espagne en pleine guerre, en qualité de conseiller et d'adjoint de l'attaché naval Nikolaï Kouznetsov. Pour sa participation aux côtés des antifascistes espagnols, il reçoit son premier ordre de Lénine.
De 1937 à 1939 il est le capitaine du Maxime Gorki, croiseur de la flotte de la Baltique. De 1939 à 1940, il commande une flotte dans la mer Baltique. En mars 1940, il commande la flotte d'Odessa et la base navale militaire d'Odessa. Il participe à la défense d'Odessa durant le siège d'Odessa en 1941.
En 1945, il retrouve sa fonction de commandant de la flotte d'Odessa à la base d'Odessa. De 1946 à 1948, il commande la flotte de l'océan Pacifique. De 1948 à 1951, il commande la flotte de la mer Noire. Il prend sa retraite en 1951 pour raisons de santé.

## Famille
Gavriil Joukov épouse en premières noces Capitolina Andrianovna grâce à qui selon ses dires il a pu affronter les difficultés de la vie pendant vingt-cinq ans et être devenu ce qu'il était. Elle meurt en 1944 à Léningrad, laissant deux enfants: Guennadi (1921-2010) futur enseignant de russe et combattant de la Marine pendant la Grande Guerre patriotique ayant reçu plusieurs médailles; et Galina (1928-1991), chef du département juridique d'un département du ministère du commerce extérieur d'URSS. L'amiral Joukov se remarie en 1945 avec Tatiana Borissovna. Ils vivent à Odessa et ont un fils, Youri, né en 1945.

## Distinctions
- 3 ordres de Lénine
- 4 ordres du Drapeau rouge
- Ordre de Nakhimov
  - Médaille pour la Défense d'Odessa
  - Médaille pour la Défense de Sébastopol
  - Médaille pour la Défense de Léningrad

## Hommages
- Le nom de Joukov est portée par une petite rue du centre d'Odessa.
- Au mur du bâtiment où a vécu le vice-amiral Joukov, il y a une plaque commémorative.